# 国鉄タム7900形貨車
国鉄タム7900形貨車（こくてつタム7900がたかしゃ）は、かつて日本国有鉄道（国鉄）及び1987年（昭和62年）4月の国鉄分割民営化後は日本貨物鉄道（JR貨物）に在籍した私有貨車（タンク車）である。

## 概要
本形式は、メチルメタアクリレート専用の15t積二軸貨車である。1961年（昭和36年）11月13日に1両（タム7900）のみが日本車輌製造で製作された。
走り装置は、当初から二段リンク式で、最高速度は75km/hである。台枠は、長さ7,500mmの平台枠である。
1979年（昭和54年）10月より化成品分類番号「燃31」（燃焼性の物質、引火性液体、危険性度合2（中））が標記された。
1987年（昭和62年）4月の国鉄分割民営化時にはJR貨物に継承されたが、2000年（平成12年）2月に廃車となり、形式消滅した。落成時の所有者は、日本瓦斯化学工業であったが1971年（昭和46年）12月17日に三菱江戸川化学との合併により三菱瓦斯化学（常備駅は新崎駅）へ名義変更された。
タンク体は、積荷の純度保持のためステンレス鋼（SUS316）製、ドーム付きのキセあり直胴タイプで、保冷のため厚さ150mmのグラスウール断熱材と軽量化のためアルミニウム薄板製のキセが設置されている。タンク体の長さは6,700mm、内径は1,900mmである。塗色は、製造時は保冷性能を向上するため、キセのアルミニウム地肌を活かした銀色であったが、後年、黒に塗られた。荷役方式は、マンホールからの上入れ、吐出管を用いた下出し方式である。
全長は8,500mm、全幅は2,550mm、全高は3,820mm、軸距は4,550mm、自重は11.3t、換算両数は積車2.2、空車1.2、車軸は12t長軸であった。